# Paju (Tõlliste)
Paju – wieś w Estonii, prowincji Valga, w gminie Tõlliste.